# 民族统一政府
民族统一政府（羅馬化：Hukumat al Wahda al Watania），又译民族团结政府，于2021年3月10日成立，旨在建立统一整个利比亚的中央政府，取代之前互相敌对的西部民族團結政府（GNA）和东部第二届萨尼内阁。阿卜杜勒·哈米德·德贝巴是政府总理，于2021年2月5日在利比亚政治对话论坛上当选。此政府受联合国和大多数国家承认，事实上受土耳其、卡塔尔、阿尔及利亚和巴基斯坦政府的支持。然而，2022年，利比亚东部的國民軍再次另立“民族稳定政府”，与其分庭抗礼。
2024年8月13日，利比亞國民代表大會放棄承認民族統一政府，改承認民族穩定政府為合法政府。

## 背景
2014年至2020年间，利比亚爆发第二次内战，西部的大国民议会（又译国民大会）和政府军与东部的国民代表大会及利比亚国民军，在各派地方武装和国际势力的支持下大规模火并。2015年12月起，交战各派就开始协商建立民族團結政府，并于2016年1月19日正式成立。然而，国民代表大会一直拒绝承认此政府，直到2020年10月23日才与其達成最终停火协议。
2020年11月，联合国主导的利比亚政治对话论坛（以下简称“政治对话论坛”）在突尼斯召开首次会议，并宣布将于2021年12月24日举行新一届大选。

## 筹备
2021年2月5日，政治对话论坛选举德贝巴为总理，穆罕默德·门菲为总统委员会主席，穆萨·科尼和阿卜杜拉·拉菲为总统委员会成员。根据政治对话论坛达成的协议，德贝巴必须在2021年2月26日之前向国民代表大会提名内阁部长。 
2月15日，德贝巴表示他打算联系利比亚所有13个选区的民众，讨论部长候选人的提议，并组建一个代表利比亚各阶层的内阁。根据政治对话论坛规定，如果德贝巴未能在2月26日之前向国民代表大会提交其内阁名单，或者国民代表大会不批准提议的内阁，则决策权将回到政治对话论坛。2月16日，德贝巴表示，他将与国家最高委员会、国民代表大会和“5+5利比亚联合军事委员会”进行磋商。 
2月15日，在利比亚东部活动的国民代表大会约有20名代表“东部”的议员，在阿基拉·萨拉赫·伊萨的主持下，出席了在托布鲁克举行的会议；同一天，70名来自“西部”的议员出席了在塞卜拉泰举行的会议。托布鲁克集团呼吁将民族团结政府办公室东迁中部城市苏尔特，并要求国民代表大会召开特别会议，批准拟议的民族团结政府内阁。据《利比亚先驱报》报道，国民代表大会的两个分支仍然存在摩擦。

## 成立

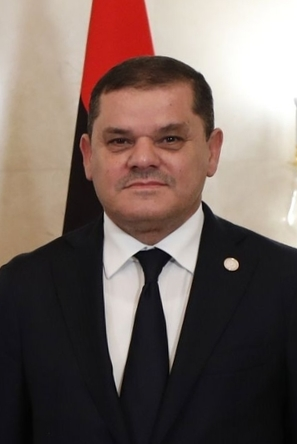
现任总理德贝巴

2021年3月10日，国民代表大会在苏尔特召开会议，以121票赞成、11票反对的结果批准组建民族统一政府，由穆罕默德·门菲担任总统委员会主席，阿卜杜勒·哈米德·德贝巴担任总理。3月15日，新政府在托布鲁克宣誓就职。3月17日，新政府与原民族团结政府举行交接仪式，门菲在仪式上称赞这一仪式为“权力的和平移交”。3月24日，在联合国安理会讨论利比亚局势的会议上，联合国秘书长利比亚问题特使扬·库比什表示，在历经多年的“瘫痪和内讧”之后，利比亚新政府终于成立。这一政府将担任过渡政府，直到2021年12月24日全国大选。

## 分裂
国民代表大会于2021年9月21日通过了对民族团结政府的不信任动议，随后于2022年2月推选法蒂·巴沙加为新总理，遭到德拜巴拒绝。3月3日，国民代表大会在苏尔特成立了对立的“民族稳定政府”。这一决定遭到在西部活动的国家最高委员会以及联合国的谴责。
2022年5月，巴沙加试图进入首都的黎波里上任，期间其麾下武装与政府军爆发冲突，巴沙加被迫退居苏尔特履职，但冲突依然持续，后于2022年8月27日进一步激化。之后，两个平行政府同时运作，继续维持分裂的局面，而利比亚政治对话论坛则继续协商停火协议。2023年11月，联合国秘书长利比亚问题特别代表巴蒂利邀请了民族统一政府、国民代表大会、最高国务委员会、利比亚国民军和总统委员会五大机构的代表参加会谈，但是没有任何一方愿意改变立场，例如德拜巴表示自己只会在选举后卸任，暗示民族统一政府将监督未来的选举进程。至此，利比亚和平进程再次受挫。